# Kōsei Inoue

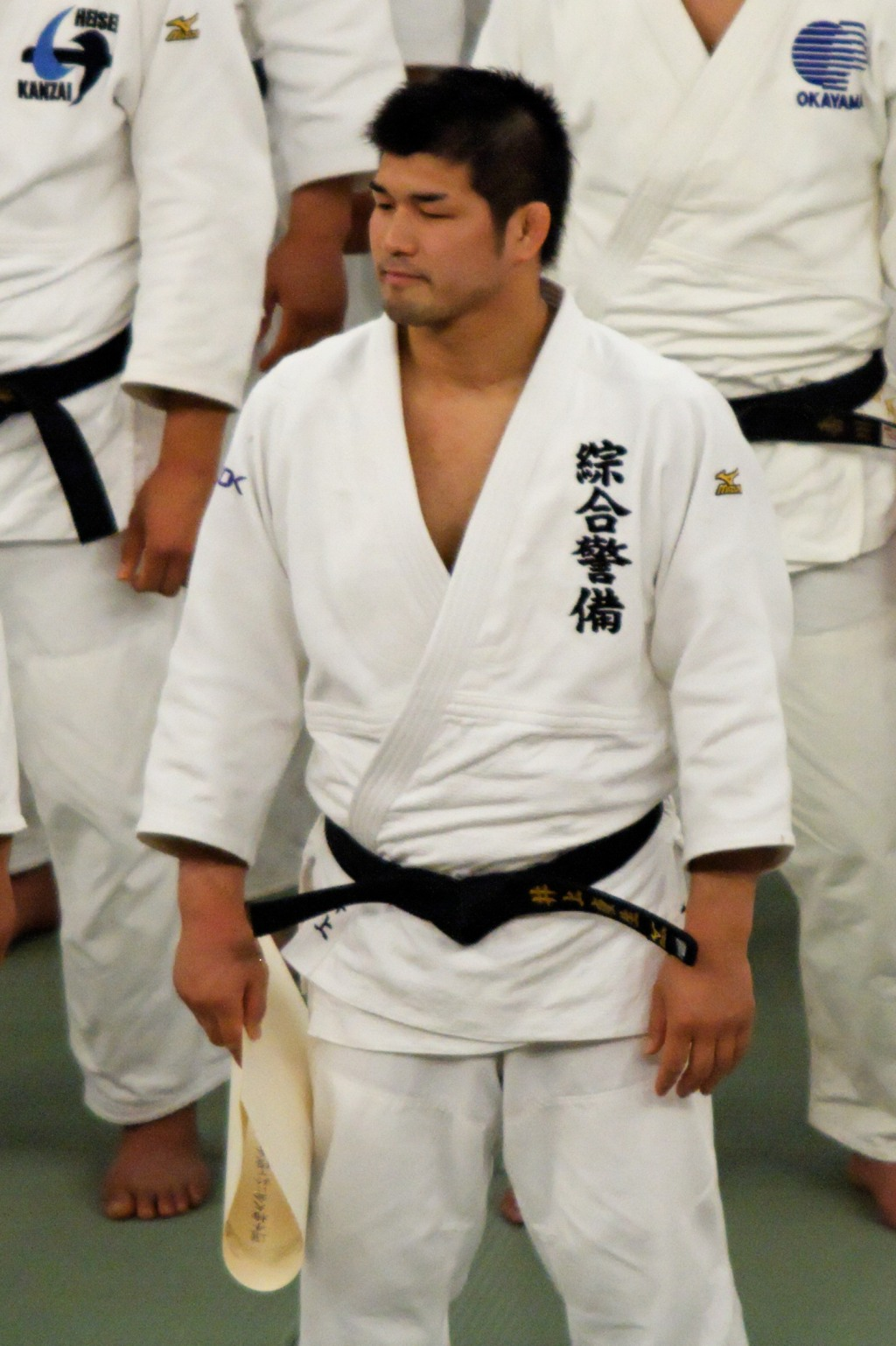
Kōsei Inoue

Kōsei Inoue (jap. 井上 康生, Inoue Kōsei; * 15. Mai 1978 in Miyakonojō) ist ein erfolgreicher japanischer Judoka.
Seinen größten internationalen Erfolg feierte er mit dem Olympiasieg im Jahre 2000 in Sydney. 2003 in Osaka gewann der Japaner seinen dritten WM-Titel, durch den er sich für die Olympischen Spiele 2004 in Athen qualifizierte, bei denen der japanische Titelverteidiger im Halbschwergewicht seine erste Niederlage seit Jahren erlitt. Im Viertelfinale bis 100 Kilogramm traf Inoue auf den Niederländer Elco van der Geest, der in diesem Kampf Inoues Spezialtechnik Uchi-mata (Innenschenkelwurf) konterte. Schließlich unterlag der Japaner dem Niederländer mit Ippon durch Seoi-nage (Schulterwurf). Als er danach noch in der Trostrunde gegen den eher unbekannten Aserbaidschaner Miraliyev verlor, nahm er nach den Spielen erst drei Monate später das Training wieder auf, um sich für den Kano-Cup (Judowettkampf in Japan), den er gewann, vorzubereiten.
Das technische Repertoire besonders für Uchi-mata und Seoi-nage des dreifachen Weltmeisters im Halbschwergewicht begleitet ihn durch seine gesamte Judolaufbahn.
Seitdem er seine aktive Karriere beendet hat, trainiert er Nachwuchsjudoka.